# Jakob Gronov
Jakob Gronov, latinizzato Gronovius (Deventer, 1645 – Leida, 1716), è stato un filologo classico olandese.

## Biografia
Figlio di Johann Friedrich Gronov e padre del botanico Johan Frederik Gronovius, Jakob Gronov nacque a Deventer il 20 ottobre 1645. Studiò lettere classiche sotto la guida del padre e nel 1670-71 completò gli studi a Oxford e Cambridge. Si recò poi a Parigi, e nel 1672 in Spagna, da dove si imbarcò per l'Italia. A Firenze strinse rapporti d'amicizia con Antonio Magliabechi, bibliotecario della Laurenziana, per raccomandazione del quale fu nominato professore di giurisprudenza a Pisa. Ma il fatto di essere protestante gli causava difficoltà: e così fece ritorno nelle Province Unite nell'autunno del 1674. Pare che abbia rifiutato una nomina a Padova nel 1677. Visse da privato a Deventer fino alla sua nomina a Leida (1679) come professore di storia e di lingua greche. Sposò Anna van der Veedenbuch il 5 maggio 1680. Nel 1692 ottenne la cattedra di eloquenza.
Gronov era un lavoratore strenuo, ottimo conoscitore delle lingue classiche, nonché dell'archeologia, ma la sua vasta dottrina aveva un carattere soprattutto compilatorio.
Curò nuove edizioni di Polibio (1670), di Livio (1678) e di Cicerone (Opera quae extant omnia, 1692), nonché una ristampa del De Capitolio Romano di Josse De Rycke (1696). Moltissimi sono i suoi commentari critici e gli studi vari. Meritano una menzione speciale la sua Dissertatio de origine Romuli (1684), le sue edizioni di Pomponio Mela De situ Orbis (1685) e di Svetonio, Vitae Caesarum (1698). La grande opera Thesaurus Antiquitatum Graecarum in 12 tomi con indice (1697-1702) fu celebre per molto tempo. Poco prima di morire diede ancora in luce le Storie di Erodoto (1715).

## Opere
- Gemmae et sculpturae antiquae depictae ab Leonardo Augustino Senensi addita earum enarratione. Amsterdam 1685.
- Abrahami Gorlaei Antverpiani Dactyliothecae, seu annulorum sigillarium ... pars prima, cum explicationibus Jacobi Gronovii. Leiden 1695.
- Abrahami Gorlaei Antverpiani Dactyliothecae. Pars Secunda, seu variarum gemmarum ... cum succincta singularum explicatione Jacobi Gronovii. Leiden 1695.
- Thesaurus Graecarum antiquitatum, in quo continentur effigies virorum ac foeminarum illustrium ... , adjecta brevi descriptione singulorum ..., voll. 1–3, Leiden 1697–1698.
- Thesaurus Graecarum antiquitatum, continens libros erudite & operose per varias aetates scriptos .... voll. 4–12/2, Leiden 1699–1702.